# Рассел, Кен
Ге́нри Ке́ннет А́льфред Ра́ссел (англ. Henry Kenneth Alfred Russell) или Ке́н Ра́ссел (Ken Russell; 3 июля 1927 года, Саутгемптон, Великобритания — 28 ноября 2011 года, Лондон) — британский кинорежиссёр, актёр, сценарист, которого называют «патриархом британского кино» и одним из ведущих режиссёров Великобритании. Чаще всего Рассел снимал биографические, музыкальные и эротические фильмы, он сотрудничал с группой The Who, снимал картины, вольно интерпретирующие жизнь известных композиторов и писателей. Фильмы Рассела неоднократно номинировались на престижные кинонаграды, в том числе «Оскар».

## Биография

### Ранние годы (1930—1950-е)
Родился в Саутгемптоне (Англия). С 10 лет интересовался музыкой, но родители хотели видеть его моряком. Окончив престижный Пенборнский морской колледж, он ходил на торговых судах, затем служил в ВВС.
В 1950 году Рассел, увлекшись танцами, стал балетным танцовщиком, и в 1951 году присоединяется к драматической труппе. Это во многом очертило круг будущих интересов Рассела-кинематографиста.
Окончив курс фотодела в техническом колледже, работал фотографом. Фотоработы молодого Рассела охотно публиковали журналы.
Снял несколько любительских короткометражных фильмов, в том числе «Амелия и Ангел» (1958), открывших ему дорогу на телевидение «Би-Би-Си», для которого он в дальнейшем сделал несколько документальных фильмов-биографий известных композиторов. При этом «байопики» молодого режиссёра часто вызывали и вызывают бурю негодований. Его фильмы об английском композиторе Эдуарде Элгаре, о Дебюсси и Айседоре Дункан вызвали шумную реакцию. Например, в фильме о Дебюсси есть кадры, где в обнажённую девушку летят одна за одной стрелы. Часто дело доходило до судебных запретов работ режиссёра. Так, наследники Рихарда Штрауса, владеющие правами на его музыкальные произведения, до сих пор не разрешают показывать фильм о композиторе.

### «Ниспровергатель основ» (1960 — 1970-е)
В полнометражном кино дебютировал в 1963 году эксцентрической комедией «Французское платье» (англ. French Dressing), от которой в последнее время всячески открещивался. В этом фильме рассказана странная история отношений восходящей кинозвезды, приехавшей на кинофестиваль в приморский город, и служащего, который выдаёт на пляже шезлонги.
О молодом режиссёре заговорили, но мировую известность ему принесла экранизация романа Д. Г. Лоуренса «Влюблённые женщины» (1969), где в полной мере проявилась авторская манера Рассела, сочетающая китч, провокацию и эстетику поп-культуры. Фильм относится к категории «не рекомендованных для семейного просмотра», он отмечает приход в кино сексуальных и словесных вольностей, которые не позволял себе до этого ни один крупный режиссёр. Гленда Джексон стала первой актрисой, получившей «Оскар» за роль, включавшую сцены эротического характера. В фильме также присутствует длительная сцена борьбы Оливера Рида и Алана Бейтса, во время которой актёры полностью обнажены. Эта сцена противоречила взглядам цензуры на «благопристойность», вследствие чего картина вызвала бурную реакцию.
Большой удачей стала постановка Расселом мюзикла «Томми» по мотивам одноимённой рок-оперы группы «The Who». Помимо полного состава группы, в работе над картиной приняли участие Оливер Рид, Энн-Маргрет, Элтон Джон, Эрик Клэптон, Тина Тёрнер и другие популярные актёры и певцы. Несмотря на «звёздный» состав актёров, фильм получил неоднозначные отзывы. Например, современный кинокритик Сорен Маккарти, противопоставляя его картине Фредерика Роддэма «Квадрофения» (1979, также поставленный по мотивам рок-оперы «The Who», пишет что за основу расселовского фильма взят более удачный альбом, но результат получился ужасным.

### Кризис жанра
Поздние его фильмы, вроде «Готики» (1986, в котором натуралистично изображались некоторые «причуды» Байрона и Шелли, в том числе и спорные моменты из биографий литераторов, например, гомосексуальные наклонности Байрона, и «Последнего танца Саломеи» (1988, вольной экранизации Оскара Уайльда), успеха не имели.
Поскольку видеоклип как своеобразный жанр визуального искусства окончательно сформировался в середине 1980-х, новаторские изыскания Рассела уже не столько эпатировали, сколько раздражали публику. Рассел-режиссёр не остался в стороне от общих тенденций и снял клип с песней Элтона Джона «Nikita».
В 1990-е годы много работал на телевидении.

### Оценка творчества
Среди лучших кинофильмов можно назвать: «Дьяволы», «Влюблённые женщины», «Любители музыки», «Малер», «Дикий мессия», и среди лучших телевизионных фильмов — «Эльгар» и «Песня Лета».
Позднее многие картины, к которым критика отнеслась скептически, а зрители обошли вниманием, стали считаться классическими у Рассела. К таким фильмам можно отнести ленты «Готика», «Логово белого червя» (по Брему Стокеру) и «Последний танец Саломеи» (по Уайльду), во всех трёх фильмах Рассел отдал дань уважения классикам английской литературы. Среди менее значительных, но также интересных кинофильмов — «Французское платье», «Томми», «Другие ипостаси», «Преступления на почве страсти», «Шлюха», «Радуга» и среди телевизионных фильмов — «Облака славы», «Леди Чаттерлей», «Британская картина» и вторая версия «Элгара».
Спорными остаются фильмы «Листомания», «Падение паразита Ашера».
Творчество Кена Рассела всегда вызывало бурную реакцию у публики. Невзирая на провокативный характер творчества, режиссёр обрёл признание у современников. Согласно опросу, проведённому газетой The Daily Telegraph, он вошёл под номером 88 в список «100 гениальных современников».

### Творческие союзы
У Гленды Джексон практически не было актёрского опыта, Оливера Рида считали второсортным актёром. Рассел раскрыл их талант. Режиссёр также легко может добиться хорошей игры и от непрофессионала, как, например, от Твигги в «Приятеле», от Гэйбла в «Делиусе».
Гленда Джексон говорит о Кене Расселе: «Он нравится мне и как человек, и как режиссёр. Он, как и все действительно хорошие режиссёры, оставляет тебя в покое. Плохие режиссёры просто говорят тебе то, что ты хочешь слышать; хорошие режиссёры всегда ждут, чтобы их удивляли. Действительно хорошие режиссёры, скорее инстинктивно, чем сознательно, создают атмосферу, климат, в котором тебе хорошо работается, в котором легко появляются новые идеи. Кену нет дела до актёрской игры. Он может потратить часы на декорации и орать на людей, потому что какая-нибудь совсем мелкая деталь костюма не такая, как надо, а потом он оставляет решение сцены целиком на твоё усмотрение. Поэтому он ничем не сможет помочь плохому актёру» (Из книги Д. Натана «Гленда Джексон»).
Сам Рассел отмечает: «Я не слишком много рассказываю моим актёрам. Я объясняю им всё, что можно, но жизнь не состоит из объяснений или манипулирования».

## Фильмография

### Режиссёр

#### Полнометражные художественные фильмы
- 1964 — Французское платье / French Dressing
- 1967 — Мозг ценой в миллиард долларов / Billion Dollar Brain
- 1969 — Влюблённые женщины / Women in Love
- 1970 — Любители музыки / The Music Lovers
- 1971 — Дьяволы / The Devils
- 1971 — Приятель / The Boy Friend
- 1972 — Дикий мессия / Savage Messiah
- 1974 — Малер / Mahler
- 1975 — Томми / Tommy
- 1975 — Листомания / Lisztomania
- 1977 — Валентино / Valentino
- 1980 — Другие ипостаси / Altered States
- 1984 — Преступления на почве страсти (Голубая китаянка) / Crimes of Passion
- 1986 — Готика / Gothic
- 1988 — Последний танец Саломеи / Salome’s Last Dance
- 1988 — Логово белого червя / The Lair of the White Worm
- 1989 — Радуга / The Rainbow
- 1991 — Шлюха / Whore
- 2002 — Падение гниды Ашера / The Fall of the Louse of Usher

#### Телевизионные фильмы
- 1964 — Пустынное побережье / Lonely Shore
- 1964 — Дневник Никого / Diary of a Nobody (к/м)
- 1983 — Планеты / The Planets
- 1989 — Британские зарисовки / A British Picture
- 1990 — Женщины и мужчины: Истории соблазнений / Women and Men: Stories of Seduction
- 1992 — Тайная жизнь Арнольда Бакса / The Secret Life of Arnold Bax (телесериал)
- 1993 — Любовник леди Чаттерлей / Lady Chatterley
- 1995 — Алиса в стране России / Alice in Russialand
- 1996 — Экстрасенс / Mindbender
- 1998 — Люди-собаки / Dogboys
- 2000 — Пасть льва / Lion’s Mouth (к/м)

#### Документальные фильмы
- 1960 — Лондон поэта / Poet’s London (к/м)
- 1960 — Дом в Бейсуотере / A House in Bayswater (к/м)
- 1961 — Лондонские настроения / London Moods (к/м)
- 1961 — Антонио Гауди / Antonio Gaudi (к/м)
- 1966 — Не стреляйте в композитора / Don’t Shoot the Composer
- 1966 — Айседора Дункан, величайшая танцовщица мира / Isedora Duncan, the Biggest Dancer in the World
- 1986 — Воан-Уильямс / Vaughan Williams
- 1997 — В поисках английской песни / In Search of the English Folk Song

#### Оперы
- 1985 — Фауст / Faust
- 1987 — Ария (новелла «Nessun dorma») / Aria (segment «Nessun dorma») (киноальманах)

### Актёр
- 1990 — Русский дом / The Russia House — Уолтер
- 1992 — Тайная жизнь Арнольда Бакса / The Secret Life of Arnold Bax — Арнольд Бакс

## Награды
- Премия «За вклад в киноискусство мира» (Сербия)[17]